# Lo scontro
Lo scontro (Beef) è una serie televisiva statunitense del 2023 per la piattaforma di video on demand Netflix.

## Trama
Un incidente stradale consuma lentamente le due persone coinvolte.

## Personaggi
- Danny Cho, interpretato da Steven Yeun, doppiato da Dimitri Winter: un appaltatore sfortunato coinvolto nell'incidente stradale.
- Amy Lau, interpretata da Ali Wong, doppiata da Gea Riva: un'imprenditrice che gestisce un'attività di vendita di piante chiamata Kōyōhaus. È l'altra persona coinvolta nell'incidente stradale.
- George Nakai, interpretato da Joseph Lee, doppiato da Andrea Moretti: il marito di Amy.
- Paul Cho, interpretato da Young Mazino, doppiato da Samuele Torriggiani: il fratello minore di Danny.
- Isaac Cho, interpretato da David Choe, doppiato da Luca Graziani: il cugino di Danny e Paul.
- Fumi Nakai, interpretata da Patti Yasutake, doppiata da Stefania Patruno: suocera di Amy e madre di George.

Fanno parte del cast anche Ashley Park nel ruolo di Naomi, cognata di Jordan, Mia Serafino nei panni di Mia, una collega di Amy, Remy Holt nei panni di June Nakai, la figlia di Amy e George, Maria Bello nel ruolo di Jordan, Justin H. Min nei panni di Edwin, Alyssa Gihee Kim nei panni di Veronica, ex fidanzata di Danny e moglie di Edwin, Andie Ju nei panni di Esther, un'amica di Edwin e Veronica, Andrew Santino e Rek Lee nei panni di Michael e Bobby, due amici di Isaac. Inoltre compaiono come guest star Hong Dao e Kelvin Han Yee nei panni di Hanh Trinh Lau e Bruce Lau, i genitori di Amy e Ione Skye nel ruolo della donna misteriosa.

## Produzione
La serie, creata da Lee Sung Jin, è stata annunciata per la prima volta nel marzo 2021, con una guerra di offerte in corso sui diritti della serie. Alla fine i diritti sono andati a Netflix. A dicembre è stato annunciato che Lee Isaac Chung avrebbe diretto l'episodio pilota. Nel marzo 2022 sono stati annunciati altre aggiunte al cast, tra cui David Choe e Patti Yasutake. L'episodio pilota è stato invece diretto dalla regista giapponese Hikari, che è stata anche confermata per dirigere alcuni degli episodi successivi.
Le riprese sono iniziate nell'aprile 2022. Lee Sung Jin ha pianificato che lo show duri 3 stagioni: “Ci sono molte idee da parte mia per continuare questa storia. Penso che dovremmo essere benedetti con una seconda stagione, ci sono molti modi per continuare per Danny e Amy. Ho un'idea generale davvero grande che non posso ancora dire, ma al momento ho tre stagioni pianificate nella mia testa“.

## Accoglienza
Sul sito web dell'aggregatore di recensioni Rotten Tomatoes, il 100% delle 73 recensioni dei critici è positivo, con una valutazione media di 8,50/10. Il consenso del sito web recita: "Ali Wong e Steven Yeun sono una coppia di avversari diabolicamente guardabili in Beef , una commedia di prim'ordine che trova il pathos nella meschinità". Metacritic, che utilizza una media ponderata, ha assegnato un punteggio di 88 su 100 basato su 30 critici, indicando "il plauso universale".

## Riconoscimenti
- 2024 – Golden Globe
  - Miglior miniserie o film per la televisione
  - Miglior attore in una mini-serie o film per la televisione per Steven Yeun
  - Miglior attrice in una mini-serie o film per la televisione per Ali Wong